# Indotrella maindroni
Indotrella maindroni är en insektsart som först beskrevs av Lucien Chopard 1928.  Indotrella maindroni ingår i släktet Indotrella och familjen syrsor. Inga underarter finns listade i Catalogue of Life.